# My Family (serie televisiva)
My Family è una popolare sit-com inglese prodotta per la BBC e andata in onda in Gran Bretagna per undici stagioni dal 2000 al 2011.

## Trama
Ben Harper, un dentista misantropo, ha poco tempo per la maggior parte delle persone, inclusa sua moglie Susan e i loro figli Nick, Janey e Michael.

## Episodi
| Stagione            | Episodi | Prima TV originale | Prima TV italiana |
| ------------------- | ------- | ------------------ | ----------------- |
| Prima stagione      | 8       | 2000               | 2005              |
| Seconda stagione    | 13      | 2001               |                   |
| Terza stagione      | 14      | 2002               |                   |
| Quarta stagione     | 14      | 2003               |                   |
| Quinta stagione     | 16      | 2004-2005          |                   |
| Sesta stagione      | 8       | 2005-2006          |                   |
| Settima stagione    | 10      | 2006-2007          |                   |
| Ottava stagione     | 8       | 2007-2008          |                   |
| Nona stagione       | 10      | 2008-2009          |                   |
| Decima stagione     | 9       | 2009-2010          |                   |
| Undicesima stagione | 11      | 2011               |                   |

## Distribuzione
In Italia è stata trasmessa per la prima volta nel 2005, saltuariamente viene riproposta sulle emittenti locali e satellitari. Nel 2013 è trasmessa da GBR.